# Sergije Krešić
Sergije Krešić, né le 29 novembre 1946 à Split, est un footballeur croate reconverti en entraîneur. Il effectue la plupart de sa carrière d'entraîneur en Espagne où il est connu sous le nom de Sergio Kresic.

## Biographie

### Joueur
Krešić évolue au poste de milieu de terrain (meneur de jeu). Il débute dans le club de sa ville natale, l'Hajduk Split. Dès l'âge de 22 ans, il part aux États-Unis où il joue avec le Cleveland Stokers, une franchise qui ne dure que deux ans.
Lors de la saison 1969-1970, il joue en Belgique avec le KSK Beveren. Il joue ensuite dans deux clubs modestes du championnat de Yougoslavie : le FK Bor et l'OFK Belgrade.
En 1975, il est recruté par le Burgos CF. C'est son premier contact avec le football espagnol. Avec Burgos, il est promu en Première division. Il joue pendant deux saisons en D1. Son bilan en Espagne s'élève à 24 matchs en Division 2 (quatre buts), et 46 matchs en Division 1 (deux buts).
Avant de mettre un terme à sa carrière, il retourne aux États-Unis pour jouer en faveur du Houston Hurricane.

### Entraîneur
Entre 1983 et 1987, Krešić entraîne les équipes juniors du Hajduk Split.
En 1987, il part officier en Espagne, en étant recruté par le Burgos CF, club où il reste jusqu'en 1989.
Il entraîne ensuite Marbella, le Real Betis, puis Mérida pendant trois saisons. Il obtient avec Mérida la promotion en première division en 1995.
Il dirige ensuite les joueurs du Real Valladolid (deux saisons en Division 1, avec une participation à la Coupe de l'UEFA). Il entraîne par la suite l'UD Las Palmas, où il est de nouveau promu en Division 1 en 2000. Il dirige ensuite le RCD Majorque, le Recreativo de Huelva, le Real Murcie, Hajduk Split (2007), Numancia, et enfin de nouveau Las Palmas.
Il est directeur sportif du Hajduk Split lors de la saison 2012-2013.